# Mert Rich
Mert Rich est un scénariste, producteur et acteur américain.

## Filmographie

### Scénariste

#### Les Simpson
| Année | Titre         | Titre original | Saison | Épisode | Réalisateur   |
| ----- | ------------- | -------------- | ------ | ------- | ------------- |
| 2002  | Reality chaud | Helter Shelter | 14     | 5       | Mark Kirkland |

#### Autres
- 1972 : Half the George Kirby Comedy Hour
- 1981-1982 : SCTV Network 90 (9 épisodes)
- 1986 : La croisière s'amuse (1 épisode)
- 1986 : What's Happening Now! (1 épisode)
- 1986-1988 : Mr. Gun (10 épisodes)
- 1989-1991 : Cheers (31 épisodes)
- 1990 : The Earth Day Special
- 1991-1992 : Roc (4 épisodes)
- 1994 : The George Carlin Show (2 épisodes)
- 1995-1996 : Sister, Sister (3 épisodes)
- 1996-1997 : Goode Behavior (2 épisodes)
- 1998 : The Secret Diary of Desmond Pfeiffer (1 épisode)
- 2007 : On the Verge of a Wig Out

### Producteur
- 1990-1991 : Cheers (26 épisodes)
- 1991-1992 : Roc (24 épisodes)
- 1994 : The George Carlin Show (4 épisodes)
- 1994 : Locals
- 1994-1996 : Sister, Sister (40 épisodes)
- 1996 : Goode Behavior
- 1998 : The Secret Diary of Desmond Pfeiffer (4 épisodes)
- 2002 : Boat Trip

### Acteur
- 1981 : SCTV Network 90 : le danseur (2 épisodes)
- 1986 : Mr. Gun : le propriétaire du magasin (1 épisode)
- 2002 : Boat Trip : le rendez-vous de Lloyd